# 니와 미키호
니와 미키호(일본어: にわ みきほ, 1989년 9월 27일 ~ )는 아이치현 출신이자, 일본의 모델, 가수이다. NICE GIRL 프로젝트! 소속의 아이돌 그룹인 캬나리클럽의 서브리더. 스페이스 크래프트 엔터테인먼트 소속.

## 약력
- 2003년,「니코라」의 제7회 독자 모델 오디션으로 그랑프리를 획득. 2006년의 니코모 졸업까지, 고난 유카와 대등한 인기 모델이었다.
- 2005년, 코난 유카, 오카모토 레이, 와카츠마 미와코, 마츠모토 레이나와 함께 아이돌 유닛「니코모노」으로서 가수 데뷔도 하고 있다. 2006년 3월에 니코모를 졸업.
- 2007년 3월 3일에 층쿠♂ 프로듀스의「캬나리클럽」의 멤버로서 인디즈 데뷔. 그룹내에서는「아리즈반(あ〜りぃず班)」에 소속해,「밋키(みっきー)」의 애칭으로 불린다(이따금「みっき〜・みっきぃ」표기를 볼 수 있지만, 어디까지나 정식적 애칭은「みっきー」).
- 2010년 2월부터「슈퍼전대 시리즈」제34작「천장전대 고세이저」에 모네 / 고세이 옐로 역으로 출연. 덧붙여 동프로그램에서는「니와 미키호(にわみきほ)」명의로 출연.

## 출연

### 싱글
- I Don't Know (2005년 2월 23일, 세대 온 엔터테인먼트) - 니코모노로서. TV 프로「니코모노!」주제가.

### 버라이어티
- 니코모노! (2004년 4월 ~ 9월, 테레비오사카)

### 텔레비전 드라마
- 천장전대 고세이저 (2010년 ~ 2011년, TV 아사히) 모네 / 고세이 옐로 역 -「니와 미키호(にわみきほ)」명의

### 영화
- 사무라이전대 신켄저 VS 고세이저 은막 BANG!! (2010년) 고세이 옐로 역
- 천장전대 고세이저 에픽크 ON THE 무비 (2010년) 모네 / 고세이 옐로 역
- 천장전대 고세이저 vs. 신켄저: 에픽 온 은막 (2011년) 모네 / 고세이 옐로 역
- 고카이저 고세이저 슈퍼 전대 199 히어로 대결전 (2011년) 모네 / 고세이 옐로 역

### 오리지널 비디오
- 돌아온 천장전대 고세이저 last epic (2011년) 모네 / 고세이 옐로 역

### 라디오
- 폿시꺄인? (첫출연년 불명 - 2009년, CBC 라디오)

### CM
- 하우스식품, 프루 최 핸디 타입 (오리엔탈 라디오 등장편) (2008년 2월)

### 텔레비전 애니메이션
- 완소! 퍼펙트 반장 (2009년 9월 26일 · 10월 3일, TV 도쿄 계열) 니키 역

## 서적

### 잡지 연재
- 니코라 (2003년 11월호 ~ 2006년 5월호)
- SEDA (2011년 11월호 ~ , 히노데 출판) - 레귤러 모델

## 작품

### 영상 작품
- 처음 뵙겠습니다…니키입니다 in 세브섬 (2010년 5월 28일, 채문관출판)
- sabra DVD Collection「니와 미키호 YELLOW STAR」(2010년 10월 21일, 토에이 비디오）
- 천사의 휴일 (2011년 6월 20일, 라인 커뮤니케이션)
- Twenty One ~나츠노 토이키~ (2011년 9월 24일, 신유사)

### 사진집
- 미키호 그대로 (2010년 6월, 채문관출판) ISBN 978-4-7756-0481-6/ 촬영 : 사이키 히로요시
- Tropical Rainbow (2010년 9월 16일, 소학관) ISBN 978-4-09-103086-3/ 촬영 : 라쿠만 나오키

### 캘린더
- 니와 미키호 Calendar 2012 (주식회사 하고로모)

## 여담
- 2020년 자신의 인스타에 10연상의 아나운서와 결혼하여 아들을 낳았다는 게시물을 올렸다